# Micropeplus staphylinoides
Micropeplus staphylinoides är en skalbaggsart som först beskrevs av Thomas Marsham 1802.  Micropeplus staphylinoides ingår i släktet Micropeplus, och familjen kortvingar. Arten har ej påträffats i Sverige.